# Franz von Barton gen. von Stedman
Franz Andreas Stedman, seit 1862 von Barton gen. von Stedman (* 20. April 1848 im Klostergut Besselich in Urbar; † 12. Januar 1938 ebenda) war ein preußischer Landrat des Kreises Koblenz.

## Leben

### Herkunft
Die Familie Stedman entstammte altem schottischen Adel. Franz war das zehnte von elf Kindern des Gutsbesitzers Karl Barton gen. von Stedman (1804–1882) und dessen Ehefrau Agnes, geborene Roth (1808–1883). Sein Vater hatte zunächst durch das Heroldsamt am 24. Februar 1858 die preußische Adelsanerkennung sowie am 22. September 1862 für sich und seine Nachkommen die preußische Genehmigung zur Namens- und Wappenvereinigung als „von Barton gen. von Stedman“ erhalten. Sein älterer Bruder Karl (1845–1901) avancierte zum Generalmajor.

### Karriere
Nach Ende seiner schulischen Ausbildung trat er am 25. Juli 1868 in das 4. Garde-Grenadier-Regiment Königin der Preußischen Armee in Koblenz ein und avancierte bis Mitte Februar 1870 zum Sekondeleutnant. Als solcher nahm er während des folgenden Krieges gegen Frankreich an den Kämpfen bei St. Privat, Beaumont, Sedan, Paris, Le Bourget sowie Aulnay teil und wurde mit dem Eisernen Kreuz II. Klasse ausgezeichnet.
Nach dem Friedensschluss war er auf ein Jahr zur Dienstleistung beim Hannoverschen Feldartillerie-Regiment Nr. 10 kommandiert, stieg Mitte März 1878 zum Premierleutnant auf und wurde am 10. Juni 1884 unter Beförderung zum Hauptmann Chef der 12. Kompanie seines Stammregiments. Mit der Berechtigung zum Tragen seiner Uniform wurde er am 14. Mai 1887 mit Pension und der Aussicht auf Anstellung im Zivildienst zur Disposition gestellt. Am 30. März 1895 erhielt er noch den Charakter als Major.
Ab dem 1. April 1888 war er Kreisdeputierter in Koblenz und am 4. Mai 1896 wurde er zum kommissarischen Landrat des Landkreises Koblenz ernannt. Am 10. September 1896 wurde er ferner kommissarischer Polizeidirektor von Koblenz, bevor er am 1. Februar 1897 die definitive Ernennung zum Landrat des Landkreises Koblenz erhielt. Nach über 23 Dienstjahren wurde er zum 1. Oktober 1919 in die Rente verabschiedet.

### Familie
Franz von Barton gen. von Stedman heiratete am 26. Februar 1887 auf Gut Besselich Elisabeth Kraul (1856–1945), Witwe seines 1884 verstorbenen Bruders Robert. Sie war Tochter des Großkaufmanns Johann Wilhelm Kraul und dessen Ehefrau Emilie Voelker. Aus der Ehe ging 1888 die Tochter Hilda hervor.